# Карлос Фуентес
Карлос Фуентес (шп. Carlos Fuentes; Панама, 11. новембар 1928 — Мексико Сити, 15. мај 2012) је био мексички писац и есејиста. Међу његовим делима се издвајају "Смрт Артемија Круза" (1962), Аура (1962), Стари гринго (1985) и Кристофер нерођени (1987). У тексту поводом његове смрти Њујорк Тајмс га је описао као "једног од најпоштованијег писца са шпанског говорног подручја" истичући његов значајан утицај на тзв. "El Boom", "експлозију Латино-америчке литературе 60их и 70их година 20.века, док га је Гардијан назвао "највећим Мексичким писцем". Његове многе литерарне награде између осталих укључују награду „Мигуел де Сервантес" као и највеће Мексичко признање "Белисарио Домингез медаља части". Често је помињан као један од главних фаворита за добијање Нобелове награде, али је никада није добио.

## Биографија
Фуентес је рођен у Панама Ситију, Панама од мајке Берте Масијас и оца Рафаела Фуентеса, који је касније постао Мексички дипломата. Како се породице селила због очеве каријере, Фуентес је своје детињство провео у неколико престоница Латинске Америке, што је било искуство које му је касније по сопственом признању помогло да се боље критичке осврне на Латинску Америку.од 1934. до 1940, Фуентесов отац је био запошљен у амбасади Мексика у Вашингтону, где је Карлос похађао школу енглеског језика, који је касније перфектно говорио. Такође током тог времена почиње да пише, креирајући сопствени магазин који је делио по становима у кварту.
1938. године Мексико је национализовао налазишта нафте унутар своје територије што је довело до негодовања САД али и Фуентесовог окружења,, што је писац касније истакао као догађај који му је помогао да схвата себе више као Мексиканца.1940. године Фуентесова породица се сели у Сантијаго, главни град Чилеа. Ту Карлос први пут показује интересовање за социјализам, што ће постати једна од његових животних пасија, једним делом и кроз занимање за поетику Пабла Неруде. Живео је у Мексику по први пут после 16 година, када је почео да студира права на Universidad Nacional Autónoma de México са жељом да једнога дана ради у дипломатској служби. Током тог периода почиње и да ради у дневним новинама Хој пишући кратке приче.
1957. године Фуентес је именован за главног за развијање културних веза при Секретаријату за иностране послове Мексика. Следеће године објављује новелу "Где је ваздух свеж", што му одмах доноси популарност и дозвољава да напусти дипломатску каријеру и да се у потпуности посвети писању. 1959. године се сели у Хавану у време Кубанске револуције где пише чланке и есеје подржавајући Кастра. Исте године се жени Мексиканском глумицом Ритом Маћедо. Сматран од жене изузетно згодним, Фуентес је одржавао дуже љубавне афере са глумицама Жаном Моро и Џин Себерг, која је била инспирација за новелу "Дијана, богиња која лови сама". Други брак са новинарком Силвијом Лемус је трајао све до његове смрти.
Фуентес је службовао и као амбасадор Мексика у Француској (1975-1977), дајући оставка због именовања бившег председника Густава Дијаза Ордаза' на место амбасадора у Шпанији. Такође је подучавао и на универзитетима Браун', Принстон, Харвард,Колумбија,Пенсилванија,Дартмут и Корнел. Његови пријатељи су били Луис Буњуел,Вилијам Стајрон,Фридрих Диренмат, и социолог Си Рајт Милс коме је посветио дело "Смрт Артемија Круза". Био је добар пријатељ и са Нобеловом наградом награђеним мексичким песником Октавиом Пазом али се пријатељство прекинуло када је Фуентес почео да подржава Сандинистички фронт националног ослобођења што се није допало Пазу. 1988. године Пазов магазин "Вуелта" је донео напад Енрикеа Крауза на легитимитет Фуентесовог мексичког идентитета, што је отворило свађу између Паза и Фуентеса која је трајала све до Пазове смрти 1998. године.
Фуентес је имао троје деце, од којих га је само једно надживело,Сесилија Фуентес Маћедо рођена 1962. Син Карлос Фуентес Лемус, умро је од компликација изазване хемофилијом 1999. године у 25 години. Ћерка Наташа Фуентес Лемус (рођена 31.августа 1974) умрла је од последица предозирања дрогом у Мексико Ситију 22.августа 2005. године, у 30 години.

## Књижевни рад
Фуентес је себе описивао као премодернистичког писца који је користио само оловке, пера и папир. Постављао је питање „Да ли речи требају нешто више“. Фуентес је говорио како мрзи оне ауторе који од почетка говоре како знају рецепт за успех. Приликом говорења о свом процесу писања, истицао је да пре него што отпочне са писањем себи постави питање „За кога ја то пишем“
Фуентесов први роман „Где је ваздух свеж“ је био одмах велики успех. Овај роман прати причу о Федерику Роблесу који је одбацио своје револуционарне идеје како би постао моћни финансијер, али читаоцима такође нуди и калеидоскопску презентацију вињета Мексико Ситија, чинећи од романа истовремено и биографију једног града. Роман је био популаран не само због своје прозе, који садржи јаку употребу унутрашњег монолога и истраживања последица, него и због јасног портрета неједнакости и моралне корупције у Мексику.
Годину дана касније издаје роман „Мирне савести“ који приказује привилеговану средњу класу града осредње величине, вероватно по моделу града Гуанохуата. Описан од тадашњих читалаца као „класичан Марксистички роман“ износи нам причу привилегованом младићу чија се стремљења према социјалној једнакости супростављају материјализму који влада у његовој породици.
Фуентесов најпознатији роман „Смрт Артемија Круза“ се појавио 1962 и данас „важи за најзначајније дело Шпанско-америчке литературе“. Као и у већини његових романа он се служи ротационом нарацијом, техником коју Карен Харди описију као демонстрацију „комплексности људске или националне личности“. На роман је умногоме утицао филм Орсона Велса „Грађанин Кејн“, а паралелне сличности са филмом се могу видети у техници. Као и филм, и роман почиње са сценом главног протагонисте на самртној постељи, а затим се прича о Артемију Крузу креће кроз његова сећања што роман одржава између прошлости и садашњости. Круз је бивши војник из Мексичке револуције који постаје богат и моћан кроз насиље, уцену, подмићивање и бруталну експлоатацију радника. Роман истражује корупционе ефекте моћи и критикује искривљене оригиналне револуционарне идеје кроз класну доминацију, Американизацију, финансијуску корупцију и неуспеха реформи државе.
Дело „Наша земља“ из 1975, Фуентесов најамбициознији рад, ја масивно „Византијско дело“ који говори о свим Хиспано цивилизацијама. По угледу на роман Џејмса Џојса „Финеганово бдење“, радња романа „Наша земља“ се непредвидљиво смењује између 16 и 20 века, тражећи корене савременог друштва Латинске Америке у борби између конквистадора и аутохтоних Американаца. Као и „Артемио Круз“ и овај роман садржи доста филмске технике у себи. Роман је освојио награду „Ксавијер Виљаурутија“ 1976, као и Венецуеланску награду „Ромуло Гаљегос“ 1977.
Његов роман из 1985. „Стари гринго“, базиран на нестанку америчког новинара Емброуза Бирса током Мексичке револуције, постаје први амерички бестселер писан од стране једног Мексичког аутора. Роман носи причу о Харијет Винслоу, младој Американки која путује у Мексико, и налази посао у компанији старог новинара (које сви зову „Стари гринго") и Томаса Ароја, револуционарног генерала. Као и велики број Фуентесових дела и овај истражује како циљеви револуционарне борбе постају легло корупције, у којем Аројо пре бира да настави да ради на поседу где је некад радио као слуга него да прати циљеве револуције.1989. године роман је добио филмску адаптацију са Грегори Пеком, Џејн Фондом и Џимијем Смитсом у главним улогама.
Мексички историчар Енрике Крауз је био снажан критичар Фуентеса и његове фикције, називајући га „герилски кицош“ у једном чланку из 1988 због перципираног јаза између његове Марксистичке политике и његовог личног животног стила. Ипак поводом Фуентесове смрти Крауз је изјавио новинарима како је Фуентес „један од најбриљантнијих писаца 20.века“.
Фуентесов рад је превођен на 24 језика. Остао је плодан аутор све до пред смрт, када је објавио есеј о новој власти у Француској који се појавио у новинама „Реформа“ на дан његове смрти.

## Политички погледи
Лос Анђелес Тајмс је описао Фуентеса као „модерног либерала“ примећујући да критикије „ексцесе и левице и деснице“. Фуентес је дуго био критичар Институционалне Револуционарне Партије (ПРИ) странке која је владала Мексиком од 1929 па све до избора Висентеа Фокса 2000. године. Критиковао је и неспособност Мексика да се спречи трговина дрогом. Исказао је такође своје симпатије према Запатистичкој војсци националног ослобођења из Чјапаса. Фуентес је такође био критичан према политици САД, посебно према, супростављању Роналда Регана Сандинистима, стратегији анти-тероризма Џорџа Буша Млађег, имиграционој политици САД и према улози САД у рату против нарко картела у Мексику. Његова политика га је блокирала за улазак у САД све до одлуке Конгреса 1967. Једном након што му је било забрањено да путује у САД на промоцију своје књиге у САД 1963. године, он је одговорио „праве бомбе су моје књиге, а не ја“. Нешто касније током свог живота је коментарисао „САД су веома добре у разумевању себе, али веома лоше у разумевању других“.
Првобитно присталица Фидела Кастра, Фуентес се окренуо против њега због тога што га је Кастро обележио као претњу за Кубу због присуствовања Њујоршкој конференцији, као и због затварања песника Хеберта Падиље од стран Кубанских власти. Фуентес је такође критиковао и Венецуеланског председника Уга Чавеза називајући га „тропским Мусолинијем“
Фуентесова последња порука на Твитеру гласи „Мора постојати нешто изван покоља и варваризма што ће подржати егзистенцију људске врсте и сви ми морамо то тражити.

## Смрт
Дана 15. маја 2012 Фуентес је преминуо у болници Ангелес дел Педригал у јужном Мексико Ситију од масивног крварења. Тамо је допремљен након што га је његов лекар пронашао без свести у његовој кући у Мексико Ситију.
Мексички председник Фелипе Калдерон је написао на Твитеру „Дубоко сам потресен због смрти нашег вољеног и поштованог Карлоса Фуентеса, писца и универзалнаог Мексиканца. Почивај у миру“. Нобелов лауреат Марио Варгас Љоса је изјавио „са његовим губитком, изгубили смо писца чији су рад и присутност оставили велики траг“. Француски председник Франосоа Оланд назвао је Фуентеса „великим пријатељем наше земље“ и при том истакао да је Фуентес „бранио са великим жаром једноставну и достојанствену идеју човечанства“
Фуентес је сахрањен уз све државне почасти 16. маја, при чему је посмртна поворка на неколико тренутака зауставила саобраћај у Мексико Ситију. Сахрана је обављена на Palacio de Bellas Artes а њој је присуствовао и председник Калдерон.

## Дела

### Романи
- (Најпрозрачнија област), 1958.
- (Мирне савести), 1959.
- (Смрт Артемија Круса). 1962.
- (Аура), 1962.
- (Посвећена зона), 1967.
- (Мењање коже), 1967.
- (Рођендан), 1969.
- (Наша земља), 1975.
- (Глава хидре), 1978.
- (Нека далека породица), 1980.
- (Стари гринго), 1985.
- (Кристофор Нерођени), 1987.
- (Поход), 1990.
- (Поморанџино дрво), 1993.
- , (Дијана, богиња која лови сама), 1996.
- (Кристална граница), 1997.
- (Године са Лауром Дијаз), 1999.
- (Инесин инстинкт), 2001.
- (Орлов престо), 2003.
- (Све срећне породице), 2006.

### Приповетке
- (Прерушени дани), 1954.
- (Слепачка песма), 1964.
- (Спаљена вода), 1981.
- (Поновна открића), 1982.
- (Констанса и друге новеле за девице), 1989.

### Драмска дела
- (Све мачке су сиве), 1970.
- (Једнооки је краљ), 1970.

Ове две драме објављене су 1971. године под заједничким насловом Los reinos imaginarios (Имагинарне краљевине).
- (Орхидеје на месечини), 1982.

### Есеји
- (Свет Хосеа Луиса Куеваса), 1969.
- (Нови хиспаноамерички роман), 1969.
- (Кућа са двоја врата), 1970.
- (Мексичко време), 1971.
- (Сервантес или критика читања), 1976.
- (Закопано огледало), 1992.
- (Географија романа), 1993.
- (Ново мексичко време), 1995.
- , (Портрети у времену)са сином Карлосом Фуентесом Лемусом, 2000.
- (Пет сунца Мексика), 2000.
- (У то верујем), 2002.
- (Против Буша), 2004.
- (Година 68), 2005.